# Pau Gasol
Pau Gasol Sáez (San Baudilio de Llobregat, Barcelona, 1980. július 6. –) spanyol színekben világ- és Európa-bajnok, olimpiai ezüstérmes katalán kosárlabdázó. Jelenleg a Fc Barcelona játékosa. Az NBA 2009-es és a 2010-es bajnokságának a győztese. Kobe Bryant után ő a Lakers második legjobban fizetett játékosa volt. Öccse, Marc Gasol szintén az NBA-ben a Los Angeles Lakers-ben kosárlabdázott. A spanyol bajnokságban a Barcelonaban kosárlabdázik.

## Pályafutása

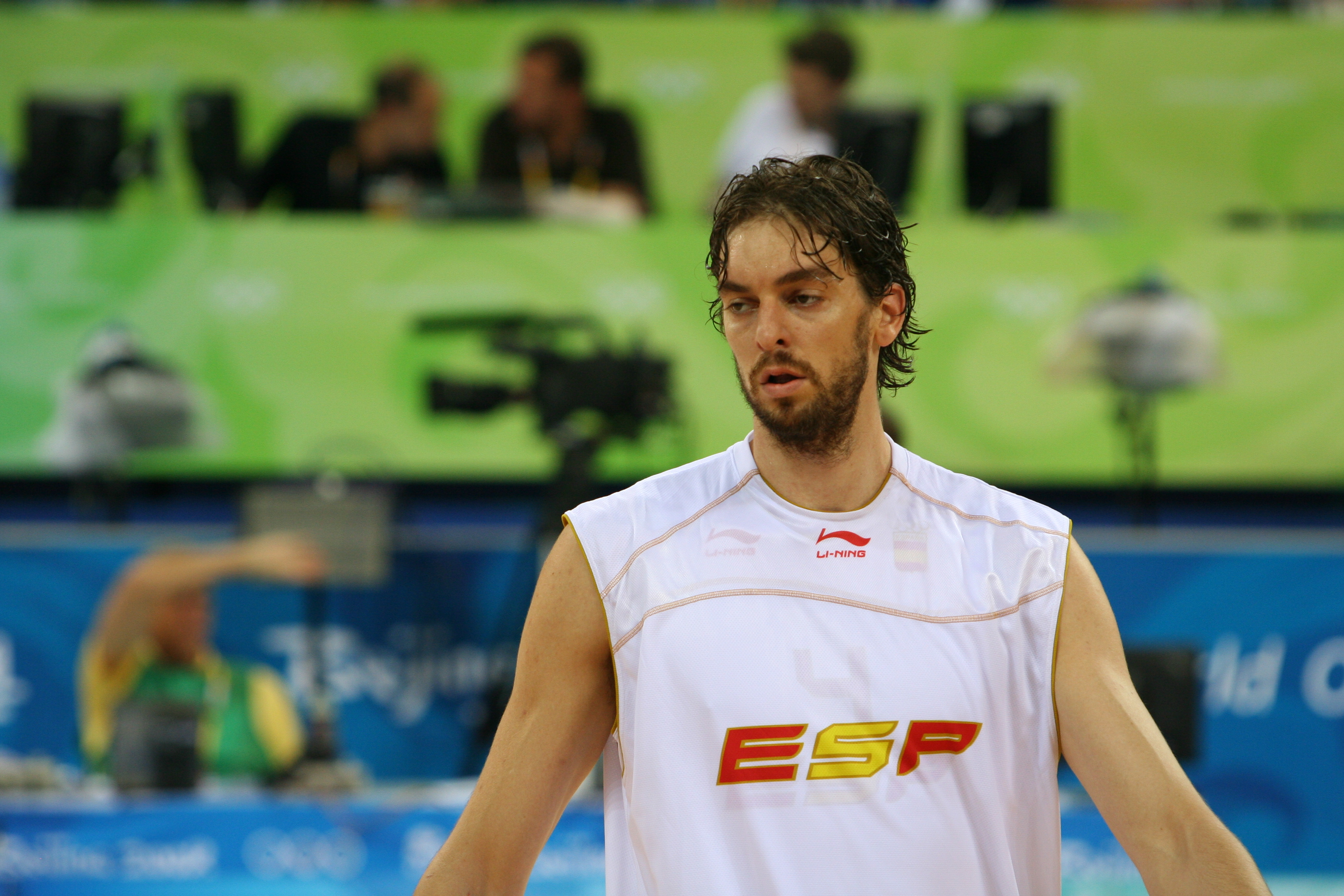
Gasol a 2008-as olimpia alatt

### Klubcsapatokban

#### Spanyolországban
Gasol néhány évig a Llor de Sant Bol iskolai csapatban kosarazott, majd 14 évesen a CB Cornellához igazolt és ezzel megkezdődött sportolói karrierje. 16 évesen a FC Barcelonában kezdett játszani, ahol 1998-ban megnyerték a spanyol junior kupát. Még két évvel később, 2000. január 17-én Gasol a Cáceres CB ellen mutatkozott be a spanyol bajnokságban, és Rony Seikaly visszavonulásával alapemberré vált a csapatban. Második bajnoki címe mellett a királykupát is elnyerték, mindkét sorozatban a legjobb játékosnak szavazták meg (a bajnokságban a döntő MVP-je).

#### NBA

##### Memphis Grizzlies
A 2001-es NBA-drafton az Atlanta Hawks harmadiknak választotta, amely az addig a legjobb helyezés volt, melyet európai játékos valaha szerzett. Az Atlanta azonban elcserélte őt a Memphis Grizzlies-el, ahol hivatalosan október 1-jén mutatták be a 16-os számú mezzel.
Kiemelkedő teljesítményének köszönhetően egy hónap után kezdő emberré vált, a bajnokságban – a csapatból egyedüliként – az összes mérkőzésen szerepelt.
Gasol részt vett a 2002. februári All-Star gálán, ahol az újonc csapattal 103–97-re legyőzték a másodéveseket.
Miután november, január és március hónapban a legjobb újoncnak választották, az alapszakasz végén megkapta az NBA év újonca elismerését is.
Első, 2001–2002-es szezonját átlag 17,6 ponttal, 8,9 lepattanóval, 2,7 gólpasszal és 2,1 blokkal zárta.
Csapattársai között 37 meccsen volt a legeredményesebb, 43 meccsen ő szedte a legtöbb lepattanót. A 82 mérkőzésből 72-n dobott kétszámjegyű pontot, ebből 30-szor 20, 3-szor pedig 30 pont fölé jutva.
A Memphis Grizzlies-el először a rájátszásba a 2003–2004-es szezonban jutott be a nyugati főcsoport 6. helyén, ahol első körben a címvédő Tim Duncan vezette San Antonio Spurs-el kerültek össze, akik végül 4-0-val diadalmaskodtak a csapat felett. Gasol ezt a sorozatot átlagban 18.5 ponttal, 5 lepattanóval zárta.
A Pau Gasol vezette Memphis Grizzlies a 2004–2005-ös szezonban is bejutott a rájátszásba, méghozzá a nyugati főcsoport 8. helyén.
Az első körben a Steve Nash vezette vezette Phoenix Suns búcsúztatta, 4-0-val a Memphist.
Gasol ezt a sorozatot átlagban 21,3 ponttal, 7,5 lepattanóval zárta.
Pau Gasol 2006 februárjában vett részt először az All-Star hétvége legrangosabb eseményén a vasárnap esti NBA All-Star mérkőzésen, amelyet a 2005–2006-os szezonban Houstonban rendeztek meg.
Ekkor sem volt sikere a rájátszásban csapatával, ugyanis az első körben, ráadásul 4-0-val búcsúzott a Memphis. Ezúttal a későbbi nyugati döntős Dallas Mavericks-el szemben maradt alul a Gasol vezette Memphis.
Gasol ezt a sorozatot átlagban 20.3 ponttal, 6.8 lepattanóval zárta.
A 2006–2007-es szezont a Memphis a liga utolsó helyén zárta 22 győzelemmel és 60 vereséggel.
Gasol ennek ellenére jól játszott, hiszen átlagban 20.8 ponttal 9.8 lepattanóval és 3.4 gólpasszal zárta az évet.

##### Los Angeles Lakers
Pau Gasol 2008 februárjában, nem sokkal a csereidőszak lejárta előtt igazolt a Los Angeles Lakers együtteséhez.
A Lakers együttese Kwame Brownért, Javaris Crittentonért, valamint két elsőkörös draftjogért cserébe szerezte meg a Memphis Grizzlies spanyol szupersztárját. Az átigazolás rövid időn belül jó döntésnek bizonyult, hiszen a 2007–2008-as szezonban, a Los Angeles Lakers első helyen végzett az alapszakaszban, illetve az NBA csapattársának Kobe Bryantnek ítélte az alapszakasz MVP (Most Value Player – Legértékesebb Játékos) díjat. Bryant és Gasol 2008-ban a nagy döntőig vezette csapatot. A hatmérkőzéses döntőt azonban elvesztették a nagy rivális Boston Celtics ellen összesítésben 4-2-vel.
A 2008–2009-es szezonnak már egyértelműen bajnokesélyesként indult neki a Lakers.
2009 január végén hirdették ki az NBA All-Star gálájának a névsorát, melyen Pau Gasol is szerepelt.
Február 15-én, Phoenix-ben Pau Gasol 14 pontot dobott az NBA All-Star gálán és ezzel pályafutása során másodszorra vett részt a jeles eseményen.
A Los Angeles Lakers az alapszakaszban az első helyen végezett nyugaton és összesítésben is, így a kiemelt, első helyről kezdhették a rájátszást.
Első körben a Utah Jazz ellen játszottak és 4-1-re győzedelmeskedett a Bryant és Gasol vezette Lakers.
A második körben a Houston Rockets ellen játszottak akiket, csupán a mindent eldöntő 7. mérkőzésen tudtak legyőzni, így végül 4-3-ra diadalmaskodott a Los Angeles Lakers.
A konferencia döntőben a Denver Nuggets csapatával mérkőztek meg. A Carmelo Anthony vezette gárdát, végül összesítésben 4-2-vel győzték le.
Az NBA döntőben a Dwight Howard vezetésű Orlando Magic-el mérkőzhettek meg a bajnoki címért, akik felett, végül 4-1-es összesítésben diadalmaskodtak.
Pau Gasol volt az első spanyol származású kosárlabdázó aki NBA bajnoki címet szerzett.
A 2009–2010-es szezon alapszakaszának végére nyugaton újra az első lett a Los Angeles Lakers, ám összesítésben a másodikok, mivel a keleti Cleveland Cavaliers jobb győzelem/vereség aránnyal rendelkezett.
Pau Gasol ebben az alapszakaszban átlagban 18.3 ponttal, 11.3 lepattanóval és 3.4 gólpasszal zárta az évet.
A Lakers a rájátszás első párharcát a fiatal tehetség Kevin Durant vezette Oklahoma City Thunder ellen 4-2-es összesítéssel nyerte meg.
A Los Angeles Lakers második ellenfele a rájátszásban a Utah Jazz volt, mely ellen söpréssel, vagyis 4-0-s összesítéssel diadalmaskodott.
A következő párharcot, vagyis a konferencia döntőt a Phoenix Suns ellen vívhatta a Gasol és Bryant vezette címvédő, amely csapattal szemben összesítésben 4-2-re nyertek.
A NBA döntőben (már fáradtan) az ősi rivális a Boston Celtics ellen egy kiélezett sorozatban, a mindent eldöntő hetedik mérkőzésen tudott diadalmaskodni a Los Angeles Lakers, összesítésben 4-3-mal.
A 2009-2010-es rájátszásban Gasol 450 pontot dobott, 9 alkalommal szerzett labdát és 48 blokkot osztott ki.
A 2010–2011-es szezonnak lényegében változatlan kerettel vágott neki a Los Angeles Lakers. Az NBA All-Star gálát 2011 februárjában Los Angelesben rendezték, ahol a házigazda Kobe Bryant és Pau Gasol vezette nyugat győzedelmeskedett.
Pau Gasol 17 pontot valamint 7 lepattanót szerzett és 2 blokkot osztott ki az NBA All-Star gálán.
A 2010-2011-es rájátszást a Los Angeles Lakers a nyugati második helyről kezdhette meg, mivel 57 győzelme mellett 25 vereséggel rendelkezett az alapszakaszból.
Az első körben a Chris Paul vezette New Orleans Hornets ellen kezdett a Lakers, akik ellen 4-2-es összesítéssel tudott győzedelmeskedni a Kobe Bryant és Pau Gasol vezette címvédő.
A második körben a nyugaton 3. helyen végzett Dallas Mavericks a német származású Dirk Nowitzki vezetésével 0-4-es söpréssel búcsúztatta a Lakerst.

### Nemzeti válogatott
Gasol 1997-ben kapott meghívást a spanyol ifjúsági válogatottba. Egy évvel később megnyerték a junior Európa-bajnokságot és az Albert Schweitzer Kupát (ami a nem hivatalos világkupa volt), 1999-ben pedig U19-es világbajnokságot ünnepelhettek.
2001-ben Gasol a felnőtt válogatottal a harmadik helyet szerezte meg a Törökországban rendezett Európa-bajnokságon.
Pau Gasol 17,2-es pont és a legjobbnak számító 9,7-es lepattanó-átlaggal beválasztották a bajnokság legjobb ötösébe.
A 2002-es világbajnokságon az ötödik helyért való meccsen a rendező ország válogatottját, az USA csapatát győzték le, a történelem folyamán először.
A 2006-os világbajnokságon, melyet Japánban rendeztek a Pau Gasol vezette spanyol válogatott az olimpiai bajnok argentin válogatottal szemben vívta ki, rendkívül szoros 75-74-es eredménnyel a döntőbe jutást.
Gasol az elődöntő utolsó percében szenvedett súlyos lábközépcsonttörést.
A döntőt végül Pau Gasol nélkül is magabiztosan nyerte a spanyol válogatott, mely 70-47-el diadalmaskodott Görögország válogatottja felett. Spanyolország a története során először nyert kosárlabda világbajnokságot.
A 2007-es Európa-bajnokságot Spanyolország rendezte.
A döntőt Madridban rendezték, ahol végül egy rendkívül szoros csatában bukott el a Pau Gasol vezette vendéglátó és világbajnok az orosz válogatottal szemben.
A 2008-as ötkarikás játékokon a spanyol válogatott az ezüst érmet szerezte meg, miután a döntőben 118-107-al maradt alul az USA válogatottjával szemben.
A 2009-es lengyelországi Európa-bajnokságot nem kezdte jól a válogatott, de a spanyol csapat Gasol vezetésével formába lendült és meggyőző fölénnyel nyerte meg mérkőzéseit, majd a döntőben Szerbiát győzték le 85-63-ra és ezzel Spanyolország története során először lett Európa-bajnok.
Gasol a legjobb pontátlaggal (18,7) és blokkátlaggal (2,2), valamint a második legjobb lepattanó átlaggal (8,3) bekerült az Európa-bajnokság válogatott csapatába (All-Tournament Team) és elnyerte a legjobb játékosnak járó címet is (MVP).
Pau Gasol 2010 júniusában jelentette be, hogy nem vesz részt az augusztus végén kezdődő törökországi világbajnokságon.

## Statisztika
A Basketball Reference adatai alapján.

### NBA

#### Alapszakasz
| Év         | Csapat             | JM    | KM    | JP/M | MG%  | 3P%  | BD%  | LP/M | GP/M | L/M | B/M | P/M  |
| ---------- | ------------------ | ----- | ----- | ---- | ---- | ---- | ---- | ---- | ---- | --- | --- | ---- |
| 2001-2002  | Memphis Grizzlies  | 82    | 79    | 36.7 | .518 | .200 | .709 | 8.9  | 2.7  | .5  | 2.1 | 17.6 |
| 2002-2003  | Memphis Grizzlies  | 82    | 82*   | 36.0 | .510 | .100 | .736 | 8.8  | 2.8  | .4  | 1.8 | 19.0 |
| 2003-2004  | Memphis Grizzlies  | 78    | 78    | 31.5 | .482 | .267 | .714 | 7.7  | 2.5  | .6  | 1.7 | 17.7 |
| 2004-2005  | Memphis Grizzlies  | 56    | 53    | 32.0 | .514 | .167 | .768 | 7.3  | 2.4  | .7  | 1.7 | 17.8 |
| 2005-2006  | Memphis Grizzlies  | 80    | 80    | 39.2 | .503 | .250 | .689 | 8.9  | 4.6  | .6  | 1.9 | 20.4 |
| 2006-2007  | Memphis Grizzlies  | 59    | 59    | 36.2 | .538 | .273 | .748 | 9.8  | 3.4  | .5  | 2.1 | 20.8 |
| 2007-2008  | Memphis Grizzlies  | 39    | 39    | 36.7 | .501 | .267 | .819 | 8.8  | 3.0  | .4  | 1.4 | 18.9 |
| 2007-2008  | Los Angeles Lakers | 27    | 27    | 34.0 | .589 | .000 | .789 | 7.8  | 3.5  | .5  | 1.6 | 18.8 |
| 2008-2009† | Los Angeles Lakers | 81    | 81    | 37.0 | .567 | .500 | .781 | 9.6  | 3.5  | .6  | 1.0 | 18.9 |
| 2009-2010† | Los Angeles Lakers | 65    | 65    | 37.0 | .536 | .000 | .790 | 11.3 | 3.4  | .6  | 1.7 | 18.3 |
| 2010-2011  | Los Angeles Lakers | 82    | 82*   | 37.0 | .529 | .333 | .823 | 10.2 | 3.3  | .6  | 1.6 | 18.8 |
| 2011-2012  | Los Angeles Lakers | 65    | 65    | 37.4 | .501 | .259 | .782 | 10.4 | 3.6  | .6  | 1.4 | 17.4 |
| 2012-2013  | Los Angeles Lakers | 49    | 42    | 33.8 | .466 | .286 | .702 | 8.6  | 4.1  | .5  | 1.2 | 13.7 |
| 2013-2014  | Los Angeles Lakers | 60    | 60    | 31.4 | .480 | 286  | .736 | 9.7  | 3.4  | .5  | 1.5 | 17.4 |
| 2014-2015  | Chicago Bulls      | 78    | 78    | 34.4 | .494 | .462 | .803 | 11.8 | 2.7  | .3  | 1.9 | 18.5 |
| 2015-2016  | Chicago Bulls      | 72    | 72    | 31.8 | .469 | .348 | .792 | 11.0 | 4.1  | .6  | 2.0 | 16.5 |
| 2016-2017  | San Antonio Spurs  | 64    | 39    | 25.4 | .502 | .538 | .707 | 7.8  | 2.3  | .4  | 1.1 | 12.4 |
| 2017-2018  | San Antonio Spurs  | 77    | 63    | 23.5 | .458 | .358 | .756 | 8.0  | 3.1  | .3  | 1.0 | 10.1 |
| 2018-2019  | San Antonio Spurs  | 27    | 6     | 12.2 | .466 | .500 | .711 | 4.7  | 1.9  | .2  | .5  | 4.2  |
| 2018-2019  | Milwaukee Bucks    | 3     | 0     | 10.0 | .167 | .333 | .500 | 3.3  | .7   | .0  | .3  | 1.3  |
| Karrier    | Karrier            | 1,226 | 1,150 | 33.4 | .507 | .368 | .753 | 9.2  | 3.2  | .5  | 1.6 | 17.0 |
| All Star   | All Star           | 6     | 0     | 19.3 | .565 | .000 | .846 | 8.7  | 1.2  | .7  | .7  | 10.5 |

#### Rájátszás
| Év      | Csapat             | JM  | KM  | JP/M | MG%  | 3P%   | BD%  | LP/M | GP/M | L/M | B/M | P/M  |
| ------- | ------------------ | --- | --- | ---- | ---- | ----- | ---- | ---- | ---- | --- | --- | ---- |
| 2004    | Memphis Grizzlies  | 4   | 4   | 33.5 | .571 | -     | .900 | 5.0  | 2.5  | 1.0 | 1.5 | 18.5 |
| 2005    | Memphis Grizzlies  | 4   | 4   | 33.3 | .488 | 1.000 | .500 | 7.5  | 2.5  | .5  | 1.8 | 21.3 |
| 2006    | Memphis Grizzlies  | 4   | 4   | 39.5 | .433 | .000  | .767 | 6.8  | 3.0  | .5  | 1.2 | 20.3 |
| 2008    | Los Angeles Lakers | 21  | 21  | 39.8 | .530 | -     | .692 | 9.3  | 4.0  | .5  | 1.9 | 16.9 |
| 2009†   | Los Angeles Lakers | 23  | 23  | 40.5 | .580 | -     | .714 | 10.8 | 2.5  | .8  | 2.0 | 18.3 |
| 2010†   | Los Angeles Lakers | 23  | 23  | 39.7 | .539 | .000  | .759 | 11.1 | 3.5  | .4  | 2.1 | 19.6 |
| 2011    | Los Angeles Lakers | 10  | 10  | 35.8 | .420 | .500  | .800 | 7.8  | 3.8  | .4  | 1.7 | 13.1 |
| 2012    | Los Angeles Lakers | 12  | 12  | 37.0 | .434 | .400  | .828 | 9.5  | 3.7  | .5  | 2.1 | 12.5 |
| 2013    | Los Angeles Lakers | 4   | 4   | 36.5 | .481 | -     | .545 | 11.5 | 6.3  | .5  | .8  | 14.0 |
| 2015    | Chicago Bulls      | 10  | 10  | 31.7 | .487 | .000  | .762 | 9.4  | 3.1  | .5  | 2.1 | 14.4 |
| 2017    | San Antonio Spurs  | 16  | 7   | 22.8 | .439 | .333  | .708 | 7.1  | 1.9  | .4  | .9  | 7.7  |
| 2018    | San Antonio Spurs  | 5   | 0   | 18.0 | .300 | .333  | .900 | 4.8  | 2.8  | .0  | .2  | 6.0  |
| Karrier | Karrier            | 136 | 122 | 35.5 | .508 | .297  | .741 | 9.2  | 3.2  | .5  | 1.7 | 15.4 |

### Euroliga
| Év        | Csapat    | JM | KM | JP/M | MG%  | 3P%  | BD%  | LP/M | GP/M | L/M | B/M | P/M  |
| --------- | --------- | -- | -- | ---- | ---- | ---- | ---- | ---- | ---- | --- | --- | ---- |
| 1999-2000 | Barcelona | 21 | 8  | 13.4 | .545 | .333 | .609 | 2.1  | .3   | .1  | .2  | 4.3  |
| 2000-2001 | Barcelona | 6  | 5  | 25.7 | .667 | .500 | .738 | 6.0  | .7   | .8  | .7  | 18.5 |
| 2020-2021 | Barcelona | 7  | 2  | 9.5  | .429 | .500 | .714 | 2.4  | .4   | .4  | .9  | 4.6  |
| Karrier   | Karrier   | 34 | 15 | 14.8 | .573 | .414 | .694 | 2.9  | .4   | .3  | .4  | 6.9  |

## Magánélete
Bár Gasol Barcelonában született, San Baudilio de Llobregatban anyakönyvezték.
Amikor 11 éves korában megtudta, hogy Magic Johnson HIV-pozitív, elhatározta, hogy orvos lesz, és megtalálja a betegség ellenszerét. Szinte profi szinten érdeklődik az orvostudomány iránt: a csapattal rendszeresen látogatják a legnagyobb Los Angeles-i gyermekkórházat, ahol az orvosok szinte már kollégájuknak tekintik a rendkívül tájékozott spanyolt.
Korábban Priscila de Gustin volt a barátnője, jelenlegi kedvese Silvia Lopez Castro.